# Virajpet
Virajpet là một thị xã panchayat của quận Kodagu thuộc bang Karnataka, Ấn Độ.

## Nhân khẩu
Theo điều tra dân số năm 2001 của Ấn Độ, Virajpet có dân số 15.206 người. Phái nam chiếm 51% tổng số dân và phái nữ chiếm 49%. Virajpet có tỷ lệ 81% biết đọc biết viết, cao hơn tỷ lệ trung bình toàn quốc là 59,5%: tỷ lệ cho phái nam là 83%, và tỷ lệ cho phái nữ là 78%. Tại Virajpet, 11% dân số nhỏ hơn 6 tuổi.